# J. J. Avila
Pour les articles homonymes, voir Avila.
J. J. Avila, né le 11 octobre 1991 à McAllen au Texas, est un joueur américain de basket-ball. Il évolue aux postes d'ailier et d'ailier fort.

## Biographie

### Carrière universitaire
Il passe ses deux premières années universitaires à l'Académie navale d'Annapolis où il joue pour les Midshipmen entre 2010 et 2012.
Puis, il termine son cursus universitaire à l'université d'État du Colorado où il joue pour les Rams entre 2013 et 2015.

### Carrière professionnelle

#### Saison 2015-2016
Le 25 juin 2015, lors de la draft 2015 de la NBA, automatiquement éligible, il n'est pas sélectionné.
En juillet 2015, il participe à la NBA Summer League 2015 de Las Vegas avec les Rockets de Houston. En deux matches, il a des moyennes d'un point, un rebond et une passe décisive en 4,3 minutes par match.
Le 18 juillet 2015, il signe son premier contrat professionnel en Belgique aux Leuven Bears, assorti d’une clause libératoire en cas d’appel d’une franchise NBA.

#### Saison 2016-2017
En juillet 2016, il participe à la NBA Summer League 2016 d'Orlando avec les Knicks de New York. En quatre matches, il a des moyennes d'1,25 point et 1,5 rebond en 7,8 minutes par match.
Le 16 septembre 2016, il signe un contrat avec les Bulls de Chicago pour participer au camp d'entraînement et tenter de faire partie des quinze joueurs retenus au début de la saison NBA 2016-2017 mais il est licencié après deux rencontres.

## Statistiques

### Universitaires
| Saison    | Équipe         | Matchs | Titul. | Min./m | % Tir | % 3pts | % LF | Rbds/m. | Pass/m. | Int/m. | Ctr/m. | Pts/m. |
| --------- | -------------- | ------ | ------ | ------ | ----- | ------ | ---- | ------- | ------- | ------ | ------ | ------ |
| 2010-2011 | Navy           | 31     | 19     | 27,5   | 40,1  | 32,3   | 82,9 | 5,29    | 2,39    | 1,74   | 0,58   | 11,52  |
| 2011-2012 | Navy           | 21     | 21     | 33,5   | 48,8  | 27,6   | 78,3 | 7,14    | 2,81    | 1,71   | 0,48   | 15,90  |
| 2013-2014 | Colorado State | 32     | 32     | 33,4   | 45,4  | 31,6   | 79,5 | 7,41    | 3,31    | 1,09   | 0,50   | 16,62  |
| 2014-2015 | Colorado State | 31     | 31     | 32,1   | 55,2  | 24,3   | 63,4 | 7,45    | 2,84    | 2,00   | 0,35   | 16,71  |
| Total     |                | 115    | 103    | 31,5   | 47,5  | 30,3   | 74,6 | 6,80    | 2,84    | 1,63   | 0,48   | 15,14  |

### Professionnelles
| Saison    | Équipe             | Matchs | Titul. | Min./m | % Tir | % 3pts | % LF | Rbds/m. | Pass/m. | Int/m. | Ctr/m. | Pts/m. |
| --------- | ------------------ | ------ | ------ | ------ | ----- | ------ | ---- | ------- | ------- | ------ | ------ | ------ |
| 2015-2016 | Leuven Bears (BSL) | 28     | 21     | 27,2   | 39,6  | 23,4   | 80,3 | 5,96    | 3,18    | 1,68   | 0,07   | 10,32  |

## Palmarès et distinctions

### Palmarès
- NABC All-District (17) First Team (2015)
- Patriot League Rookie of the Year (2011)
- Patriot League All-Rookie Team (2011)
- Great Alaska Shootout All-Tournament Team (2015)

### Distinctions personnelles
- 1 fois joueur de la semaine en championnat de Belgique[4].